# Liste der Baudenkmale in Nordleda
In der Liste der Baudenkmale in Nordleda sind alle Baudenkmale der niedersächsischen Gemeinde Nordleda im Landkreis Cuxhaven aufgelistet. Die Quelle der Baudenkmale ist der Denkmalatlas Niedersachsen. Der Stand der Liste ist der 24. Dezember 2023.

## Allgemein
In den Spalten befinden sich folgende Informationen:
- Lage: die Adresse des Baudenkmales und die geographischen Koordinaten. Kartenansicht, um Koordinaten zu setzen. In der Kartenansicht sind Baudenkmale ohne Koordinaten mit einem roten Marker dargestellt und können in der Karte gesetzt werden. Baudenkmale ohne Bild sind mit einem blauen Marker gekennzeichnet, Baudenkmale mit Bild mit einem grünen Marker.
- Bezeichnung: Bezeichnung des Baudenkmales
- Beschreibung: die Beschreibung des Baudenkmales. Unter § 3 Abs. 2 NDSchG werden Einzeldenkmale und unter § 3 Abs. 3 NDSchG Gruppen baulicher Anlagen und deren Bestandteile ausgewiesen.
- ID: die Objekt-ID des Baudenkmales
- Bild: ein Bild des Baudenkmales, ggf. zusätzlich mit einem Link zu weiteren Fotos des Baudenkmals im Medienarchiv Wikimedia Commons. Wenn man auf das Kamerasymbol klickt, können Fotos zu Baudenkmalen aus dieser Liste hochgeladen werden:

## Nordleda
| Lage                                               | Bezeichnung               | Beschreibung | ID       | Bild           |
| -------------------------------------------------- | ------------------------- | --- | -------- | -------------- |
| Cuxhavener Straße 31 53° 46′ 0″ N, 8° 49′ 26″ O    | Wohn-/ Wirtschaftsgebäude | Zweiständerhallenhaus in Fachwerk; im Kern von 1575 (d), Umgestaltung des Wohnteils von 1774 (i), nach Osten verlängert 1788 (i) | 31342290 |                |
| Cuxhavener Straße 58 53° 46′ 13″ N, 8° 48′ 54″ O   | Gartenpavillon            | Kleiner eingeschossiger Fachwerkbau mit Backsteinausfachung, unter ziegelgedecktem Pyramidendach. Auf hohem Backsteinsockel, quadratische Grundrissform; bauzeitliche Fenster mit aufwändiger Versprossung. Erbaut Mitte 19. Jh. | 31342376 | BW             |
| Otterndorfer Straße 53° 46′ 12″ N, 8° 51′ 25″ O    | Schöpfwerk                | Schlichter Backsteinbau von 1930 an der Wilster | 31342536 |                |
| Otterndorfer Straße 8 53° 45′ 45″ N, 8° 50′ 5″ O   | Wohn-/ Wirtschaftsgebäude | Zweiständerhaus in Fachwerk von 1763, Wohnende in Backsteinmauerwerk erneuert | 31342398 |                |
| Otterndorfer Straße 8 53° 45′ 45″ N, 8° 50′ 7″ O   | Scheune                   | Fachwerkbau vom 19. Jh. | 31342421 |                |
| Otterndorfer Straße 14 53° 45′ 46″ N, 8° 50′ 9″ O  | St. Nikolaus              | Schlichte Saalkirche in Feldsteinmauerwerk unter ziegelgedecktem Satteldach, mit eingezogenem Chor, erbaut Anfang 13. Jh. Quadratischer Westturm in Backsteinmauerwerk im 15. Jh. angefügt, 1687 ausgebrannt, mit niedrigem Zeltdach von 1824, in Ziegeldeckung. Ursprüngliche Chorapsis 1902 abgebrochen und durch ein Polygon aus Backstein ersetzt. Im Inneren Chor und Schiff durch einen Rundbogen verbunden, im Schiff Balkendecke von 1648, 1664–65 mit Ranken und Rundmedaillons bemalt (1938 restauriert). Ausstattung des 16. und 17. Jh. | 31342442 | Weitere Bilder |
| Otterndorfer Straße 14 53° 45′ 45″ N, 8° 50′ 9″ O  | St. Nikolaus (Kirchhof)   | Von einem Graben umzogener Kirchhof mit altem Baumbestand und Grabplatten und Stelen des 16. bis 19. Jh. | 31342465 |                |
| Otterndorfer Straße 15 53° 45′ 48″ N, 8° 50′ 11″ O | Pfarrhaus                 | Wohnhaus in Fachwerk von 1777, 1888 (i) nach Osten verlängert, Fachwerk teilweise durch massive Backsteinwände ersetzt | 31342490 |                |
| Otterndorfer Straße 15 53° 45′ 48″ N, 8° 50′ 13″ O | Nebengebäude              | Schlichter eingeschossiger Backsteinbau unter Satteldach. Erbaut 1905 (i). | 31342513 | BW             |